# 禁断の刺青
禁断の刺青（きんだんのたとぅー、原題:Love at First Sting）は、スコーピオンズが1984年に発表したアルバム。スタジオ・アルバムとしては9作目。

## 解説
前作『蠍魔宮〜ブラックアウト』の成功を引き継ぐ、世界的なヒット・アルバムとなった。
第1弾シングル「ハリケーン」は全米25位に達し、後に『ハード・キャンディ』（1999年公開）、『リトル★ニッキー』（2000年公開）といった映画で使用された。また、同曲は音楽ゲームの『ギターヒーロー3 レジェンド オブ ロック』でも使用された。第2弾シングル「スティル・ラヴィング・ユー」は本国ドイツで14位、アメリカで64位に達した。
2015年12月2日には、バンドのデビュー50周年を記念し、アルバムの新規リマスター音源、未発表デモ音源、ライヴ音源、ドキュメント映像、ライヴ映像を収録した『禁断の刺青（50thアニバーサリー・デラックス・エディション）』（CD2枚組+DVD、品番:SICX-30025/27）が発売された。

## 収録曲
全作詞：クラウス・マイネ（特記を除く）、全作曲：ルドルフ・シェンカー（特記を除く）
1. バッド・ボーイズ・ランニング・ワイルド - "Bad Boys Running Wild" - 3:54
  - 作詞：クラウス・マイネ、ハーマン・ラレベル
2. ハリケーン - "Rock You Like a Hurricane" - 4:11
  - 作詞：クラウス・マイネ、ハーマン・ラレベル
3. アイム・リーヴィング・ユー - "I'm Leaving You" - 4:16
4. カミング・ホーム - "Coming Home" - 4:58
5. ザ・セイム・スリル - "The Same Thrill" - 3:30
6. ビッグ・シティ・ナイツ - "Big City Nights" - 4:08
7. グッド・タイムズ・ロール - "As Soon as the Good Times Roll" - 5:01
8. クロスファイアー - "Crossfire" - 4:31
9. スティル・ラヴィング・ユー - "Still Loving You" - 6:26

2015年リマスター盤（50thアニバーサリー・デラックス・エディション）
ディスク 1（ボーナストラック）
1. カミング・ホーム（デモ） - "Coming Home" (demo version, previously unreleased) - 3:17
2. リヴィング・アット・ナイト（デモ） - "Living at Night" (demo song, previously unreleased) - 4:14
3. ファースト・スティング・ジャム（デモ） - "First Sting Jam"　(demo, previously unreleased) - 1:25
  - 作詞：インストゥルメンタル / 作曲：マティアス・ヤプス、ルドルフ・シェンカー
4. エニタイム（ユー・ウォント・イット）（デモ） - "Anytime (You Want It)" (demo song, previously unreleased) - 5:16
5. スティル・ラヴィング・ユー（デモ） - "Still Loving You" (demo version, previously unreleased) - 5:46

ディスク 2（ボーナス・ディスク）
ライヴ・アット・マディソン・スクエア・ガーデン (1984年6月7日)
1. カウントダウン - "Countdown" - 1:58
2. カミング・ホーム - "Coming Home" - 3:11
3. ブラックアウト - "Blackout" - 3:48
4. バッド・ボーイズ・ランニング・ワイルド - "Bad Boys Running Wild" - 4:11
5. 日曜の愛劇 - "Loving You Sunday Morning" - 4:45
6. ビッグ・シティ・ナイツ - "Big City Nights" - 5:14
7. コースト・トゥ・コースト - "Coast to Coast" - 4:58
8. スティル・ラヴィング・ユー - "Still Loving You" - 5:52
9. ハリケーン - "Rock You Like a Hurricane" - 4:20
10. ZOO（背徳の街角） - "The Zoo" - 8:05
11. ダイナマイト - "Dynamite" - 6:41

## カヴァー
- 「ハリケーン」は、シナジーがトリビュート・アルバム『A Tribute to the Scorpions』（2001年）にカヴァーを提供し、同ヴァージョンは、シナジーのデビュー・アルバム『ビウェア・ザ・ヘヴンズ』が2006年に再発された際、追加収録された。
- 「スティル・ラヴィング・ユー」は、ソナタ・アークティカのミニ・アルバム『Successor』（2000年）でカヴァーされた（日本では2003年に独自企画のミニ・アルバム『タカタルヴィ〜スペシャル・コレクターズ・エディション〜』で発表された）。ラナ・レーンも、カヴァー・アルバム『カヴァーズ・コレクション』（2002年）で同曲を取り上げた。

## 参加ミュージシャン
- クラウス・マイネ - ボーカル
- ルドルフ・シェンカー - ギター
- マティアス・ヤプス - ギター
- フランシス・ブッホルツ - ベース
- ハーマン・ラレベル - ドラムス